# Affaire Philippe Pouzet
Pour un article plus général, voir Abus sexuels sur mineurs dans l'Église catholique en France.
L'affaire Philippe Pouzet est une affaire judiciaire mettant en cause un ancien prêtre catholique français, Philippe Pouzet. Accusé d'agressions sexuelles et de viols sur des mineurs de 2011 à 2017, il est condamné en novembre 2024 à dix-huit ans de prison. L’Église, consciente de son comportement, n’avait rien fait pour écarter Philippe Pouzet.

## Historique
Philippe Pouzet, issu d’une famille aisée du Maine-et-Loire, est licencié de lettres modernes. Il a enseigné au sein du Lycée Chateaubriand à Rome,.
En 1984, après avoir agressé sexuellement deux enfants, alors qu'il est maître d’internat à l'institution Maintenon, une école catholique privée fondée par la Congrégation des Ursulines d'Angèle Merici, à Sommières dans le Gard. Philippe Pouzet est jugé pour « attentat à la pudeur ». Il est condamné à trois mois de prison avec sursis.
En 1990, un de ses supérieurs indique : « Il serait imprudent d’engager un tel homme dans le ministère presbytéral » ». Il est constaté des « problèmes d'affectivité », des « moments d’abandons » qui se traduisent par des « incidents ».[réf. nécessaire]
De 1990 à 1994, au moins trois autres faits d'agressions sont constatés à Rome et dans les Bouches-du-Rhône.[réf. nécessaire]
En 1995, il est néanmoins ordonné prêtre.
De 2011 à 2017, Philippe Pouzet est curé de Massiac dans le diocèse de Saint-Flour.
En 2012, un jeune homme indique par courrier au responsable du diocèse le comportement de Philippe Pouzet, ce dernier l'ayant agressé sexuellement en 2001, dans un presbytère à Saint-Flour. L'évêque du  diocèse de Saint-Flour, Bruno Grua, ne le reçoit pas, n'informe pas la justice et maintient le prêtre dans ses fonctions. C'est cinq ans plus tard, en 2017, que cette lettre est finalement transmise au tribunal quand des premiers soupçons de pédophilie apparaissent .
En septembre 2017, à la suite d'une dénonciation et d'une première enquête sans résultats probants, Philippe Pouzet est déplacé par l'évêque Bruno Grua Aurillac où il donne des cours de catéchisme. Puis après le témoignage de deux enfants de Massiac, une nouvelle enquête est ouverte.
En septembre 2018, il est mis en examen pour « agressions sexuelles et viol sur mineurs de 15 ans », à savoir une fille et trois garçons d'une même famille et placé en détention provisoire. En juin 2020, il est libéré sous contrôle judiciaire.
En novembre 2024, il est jugé pour les agressions sexuelles de quatre enfants d’une même famille et le viol de l’un d’entre eux en 2017. Àgé de 70 ans, il est condamné par la cour d’assises du Cantal, à dix-huit ans de prison, ainsi qu'à « une injonction de soins, un suivi sociojudiciaire de cinq ans, une interdiction de se rendre dans le Cantal et une interdiction de toute activité avec des mineurs à vie ».